# Lucerna (Honduras)
Lucerna è un comune dell'Honduras facente parte del dipartimento di Ocotepeque.
Il comune risultava come entità autonoma già nella divisione territoriale del 1889.